# Rajd Monte Carlo 1954
Rajd Monte Carlo 1954 (24. Rallye Automobile de Monte-Carlo) – rajd samochodowy rozgrywany w Monaco od 18 do 25 stycznia 1954 roku. Była to pierwsza runda Rajdowych Mistrzostw Europy w roku 1954. Został rozegrany na nawierzchni asfaltowej i śniegu.

## Wyniki końcowe rajdu
| Miejsce                      | Kierowca                     | Pilot                        | Samochód                     | Czas                         | Strata                       |                              |
| Klasyfikacja generalna i ERC | Klasyfikacja generalna i ERC | Klasyfikacja generalna i ERC | Klasyfikacja generalna i ERC | Klasyfikacja generalna i ERC | Klasyfikacja generalna i ERC | Klasyfikacja generalna i ERC |
| ---------------------------- | ---------------------------- | ---------------------------- | ---------------------------- | ---------------------------- | ---------------------------- | ---------------------------- |
| 1.                           | Louis Chiron                 | Ciro Basadonna               | Lancia Aurelia B20 GT        |                              | -                            |                              |
| 2.                           | Pierre David                 | Paul Barbier                 | Peugeot 203                  |                              |                              |                              |
| 3.                           | André Blanchard              | Marcel Lecoq                 | Panhard Dyna X86             |                              |                              |                              |
| 4.                           | Carsten Johansson            | Gunnar Jensen                | Renault 4 CV 1063            |                              |                              |                              |
| 5.                           | Jean Vial                    | Gaston Panuel                | Renault 4 CV 1063            |                              |                              |                              |
| 6.                           | Ronnie Adams                 | James Titterington           | Jaguar MK7 3.4               |                              |                              |                              |
| 7.                           | Madeleine Pochon             | Lise Renaud                  | Renault 4 CV 1063            |                              |                              |                              |
| 8.                           | Cecil Vard                   | Arthur Jolley                | Jaguar MK7 3.4               |                              |                              |                              |
| 9.                           | Paul Guiraud                 | Henri Beau                   | Peugeot 203                  |                              |                              |                              |
| 10.                          | Georges Houel                | Julio Quinlin                | Alfa Romeo 1900              |                              |                              |                              |